# NGC 5793
NGC 5793 este o galaxie seyfert de tip 2⁠(d) situată în constelația Balanța. A fost descoperită în 1886 de către Francis Leavenworth.